# 鄧有楊
鄧有楊（越南语：／；1857年—？年），越南阮朝官員。

## 生平
鄧有楊是南定省春長府膠水縣行善總行善社（今屬南定省春長縣春鴻社行善村）人，嗣德十年（1857年）出生。嗣德三十二年（1879年），鄧有楊參加南定場鄉試，考中舉人。咸宜元年（1885年），會試次中格，準入庭試。庭試過後，未及放榜，尊室說發動勤王運動，庭試成績因此作廢。後任南策教授，代理南策知府。成泰元年（1889年），鄧有楊經審核準預庭試，考中己丑科進士。後任河內按察使，因眼疾告老還鄉。